# Thạnh Bắc
Thạnh Bắc là một xã thuộc huyện Tân Biên, tỉnh Tây Ninh, Việt Nam.

## Địa lý
Xã Thạnh Bắc nằm ở phía đông bắc huyện Tân Biên, có vị trí địa lý:
- Phía đông giáp huyện Tân Châu
- Phía tây giáp xã Thạnh Tây
- Phía nam giáp xã Thạnh Bình
- Phía bắc giáp xã Tân Lập.

Xã Thạnh Bắc có diện tích 87,17 km², dân số năm 2019 là 3.565 người, mật độ dân số đạt 41 người/km².

## Hành chính
Xã Thạnh Bắc được chia thành 4 ấp: Bàu Bền, Bàu Rã, Suối Mây, Thạnh Hiệp.

## Lịch sử
Trước đây, địa bàn xã Thạnh Bắc là một phần của xã Thạnh Bình.
Ngày 10 tháng 8 năm 2001, Chính phủ ban hành Nghị định 46/2001/NĐ-CP. Theo đó, thành lập xã Thạnh Bắc trên cơ sở 9.164 ha diện tích tự nhiên và 2.960 nhân khẩu của xã Thạnh Bình.